# WebID Solutions
Die WebID Solutions GmbH ist ein Finanztechnologie-Unternehmen mit Sitz in Berlin, das Produkte und Dienstleistungen für Rechtsgeschäfte anbietet, die online abgewickelt werden. Dazu gehören insbesondere Personenidentifikation und Online-Signaturen.

## Geschichte
Das Unternehmen wurde 2012 von Frank Stefan Jorga sowie Tim-Markus Kaiser und Franz Thomas Fürst in Berlin gegründet. Das Team entwickelte ein Verfahren für die Personenidentifikation per Videochat, das nach wiederholten Gesprächen mit dem Bundesfinanzministerium 2014 von der Bafin genehmigt wurde. 2016 wurde ein Standort in Kiel eröffnet für App- und Software-Entwicklung, IT-Projektmanagement und Server Administration. Im gleichen Jahr weitete WebID das Geschäft mit einer neu gegründeten Tochtergesellschaft und einer Kooperation mit der Swisscom AG auf die Schweiz aus.
WebID befand sich für mehrere Jahre in einem Rechtsstreit mit einem Konkurrenzunternehmen, welches WebID Solutions der Patentverletzung bezichtigte. 2020 wurde die Klage jedoch vom Oberlandesgericht Düsseldorf als unberechtigt abgewiesen.
Durch die Aufnahme mehrerer Kredite finanzierte WebID die Expansion in die USA, wo das Unternehmen 2018 einen Standort aufbaute und die Onlineidentifikation patentieren ließ.
Im September 2021 wurde die Mehrheit an WebID an einen Finanzinvestor verkauft. 

## Unternehmensstruktur
WebID Solutions ist als Gesellschaft mit beschränkter Haftung beim Amtsgericht Charlottenburg (Berlin) registriert. Seit September 2013 ist es in der Friedrichstraße in Berlin ansässig. Weitere Standorte befinden sich in Kiel, Solingen, Frankfurt am Main und Hamburg. In Solingen unterhält WebID ein Videoservicecenter. Die WebID Solutions GmbH fungiert als Kopf der WebID Solutions Gruppe, welche Tochtergesellschaften in Österreich, der Schweiz und Indien hat. Seit 2018 gibt es auch einen Standort in den USA.
Co-CEOs des Unternehmens sind Frank Stefan Jorga und Daniel Kreis, als CTO fungiert Sven O. Jorga.

## Produkte und Leistungen
Die Angebote des Unternehmens konzentrieren sich auf Produkte und Serviceleistungen für Rechtsgeschäfte, die über das Internet abgewickelt werden. Das umfasst die Personenidentifikation per Videocall, durch Online-Ausweis, Onlinebanking, digitale Identität oder mithilfe von KI sowie Altersprüfungen (AVS) und Online-Vertragsabschlüsse. Außerdem hat WebID die  herstellerneutrale Plattform GTTP („Global Trust Technology Platform“) entwickelt, die alle am Online-Identifizierungsprozess Beteiligten zusammenbringt. WebID arbeitet zusätzlich mit anderen Plattformen wie Verimi zusammen, um die Online-Identifikation bei mehrmaliger Anmeldung zu vereinfachen.
Bei der Online-Personenidentifikation gilt WebID Solutions mit seinem Verfahren „WebID Video Ident“ als Pionier und Marktführer. Das Verfahren wurde als Alternative zum schon länger etablierten Postident-Verfahren der Deutschen Post AG entwickelt. Es ist das weltweit erste dieser Art und unterliegt Patentschutz in Deutschland, den USA und China.
Im Bereich der qualifizierten elektronischen Signatur zählt WebID Solutions ebenfalls zu den Vorreitern in Deutschland.
Das erste Unternehmen, das die Online-Videoidentifizierung über WebID Solutions einsetzte, war die SWK Bank. Als erste größere Bank in Deutschland etablierte die ING-DiBa 2014 die vollständige Online-Kontoeröffnung und band dabei WebID Solutions ein. Weitere Kunden aus dem Banksektor sind unter anderem die Deutsche Bank, die Targobank, die Deutsche Kreditbank, die Bank Norwegian und der Finanzdienstleister Barclays Bank.
Zu den Kunden aus anderen Branchen zählen unter anderem Check24, Allianz, WestLotto, Tesla Trade Republic. Die Bawag P.S.K., die Österreichische Post und der Dispo-Dienst Cashpresso gehören zu den Kunden in Österreich. Weiterhin nutzen auch Finanzierungsangebote von Händlern wie Apple oder Amazon die WebID Identifikation, letztere durch Barclays.

## Auszeichnungen
2016 belegte das Unternehmen in der Kategorie Growth Stage den ersten Platz des Fintech Germany Award. 2020 erhielt WebID das Top Service Siegel des Deutschen Instituts für Qualitätsstandards- und Prüfung (DIQP).